# S/y Roztocze
s/y Roztocze – pełnomorski, dwumasztowy jacht typu Antares, zbudowany przez Szczecińską Stocznię Jachtową. Wielokrotnie uczestniczył w „Operacji Żagiel”. Początkowo właścicielem jachtu był Skarb Państwa, w 2015 roku wojewoda lubelski przekazał go na własność dotychczasowemu armatorowi, Lubelskiemu Okręgowemu Związekowi Żeglarskiemu. S/y Roztocze jest jedyną tego typu lubelską jednostką. Konstruktorami s/y Roztocze byli Ryszard Langer i Kazimierz Michalski.

## Historia

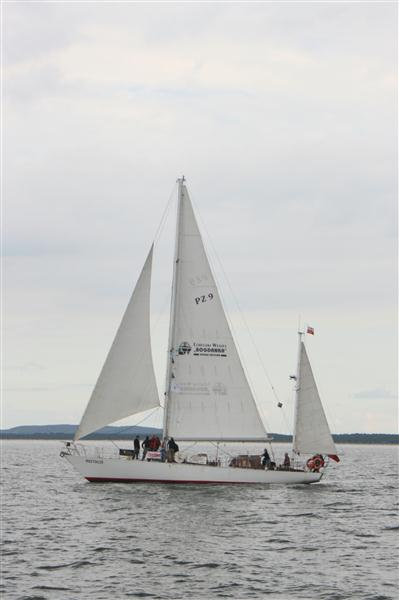

W 1966 roku powstał projekt powołania komitetu społecznego budowy lubelskiej jednostki pełnomorskiej. 7 kwietnia 1967 roku powołano Komitet Budowy Jachtu „Dar Lubelszczyzny”. Patronat nad społeczną akcją budowy objął Przewodniczący WRN Paweł Dąbek, natomiast fundacji przewodniczył Kazimierz Gieroń. W pracach Prezydium Komitetu uczestniczyli Marian Krawczyk, Stefan Ziemnicki, Mieczysław Niewiadomski, Bogdan Bernat i Andrzej Kokoszyński. Jesienią 1967 roku została podpisana umowa ze Szczecińską Stocznią Jachtową na budowę jachtu.
Budowa miała zostać ukończona w kwietniu 1969 roku, jej finał nastąpił kilka miesięcy później. Chrzest lubelskiego jachtu odbył się 1 sierpnia 1969 roku. Matką chrzestną został Alina Wdowiak. Pierwszym kapitanem jachtu był główny pomysłodawca i animator jego budowy – lubelski jachtowy kapitan żeglugi wielkiej Ziemowit Barański. Środki na budowę pochodziły ze skarbu państwa i sponsorów. Od początku jego istnienia do dziś armatorem jest Lubelski Okręgowy Związek Żeglarski. Nazwę dla lubelskiego jachtu, w ramach konkursu, wybrali czytelnicy dziennika „Sztandar Ludu”. Oprócz „Roztocza”, zbudowano jeszcze dwa bliźniacze jachty tego typu: Dar Szczecina oraz Teliga. Pierwszy rejs s/y Roztocze po Bałtyku odbył się w dniach 3–13 sierpnia 1969 roku. Dowodził nim współpomysłodawca budowy jachtu – kapitan Ziemowit Barański.
W 1992 roku po ponad 20 latach eksploatacji jacht odremontowano. Wymieniano w nim kokpity, pawęż, pokład w części dziobowej i częściowo poszycie kadłuba. Zmodernizowano luki pokładowe, olinowanie stałe oraz maszty i bomy.
Na pokładzie s/y Roztocze gościły koronowane głowy. Podpis w kronice jachtu złożył książę Filip, mąż królowej brytyjskiej Elżbiety II. Jacht odwiedził tysiące  miejsc na świecie m.in. Islandię, koło podbiegunowe, wybrzeża Norwegii, Wyspy Owcze, Narwik, Zatokę Botnicka czy Morze Czarne.
W 2019 r., w 50. rocznicę istnienia jachtu, została wydana książka „S/y Roztocze – 50 lat na morzach i oceanach” autorstwa Ziemowita Barańskiego. Wydawcą jest Lubelski Okręgowy Związek Żeglarski. 
W 2019 r. Joanna Czyszczoń opublikowała w formie książkowej wywiad-rzekę  z Ziemowitem Barańskim pt. „Kapitan”, w którym wiele miejsca poświęcone jest „Roztoczu”. 
Również w antologii Ziemowita Barańskiego „Jak się raz zacznie…” (wydanej w 2021 r.) dwadzieścia (z osiemdziesięciu) opowiadań dotyczy „Roztocza”.

### S/y Roztocze w „Operacji Żagiel”
- 1972 – kpt. Jan Kolasiński
- 1980 – kpt. Ziemowit Barański
- 1985 – kpt. Włodzimierz Wieczorkiewicz
- 1986 – kpt. Wacław Orzeł
- 1987 – kpt. Ziemowit Barański.
- 2013 - kpt. Jarosław Głażewski, kpt. Łukasz Włodarski, kpt. Wojciech Wójtowicz

## Galeria zdjęć

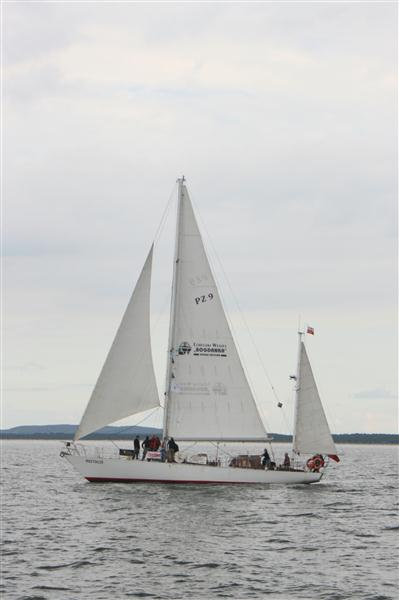
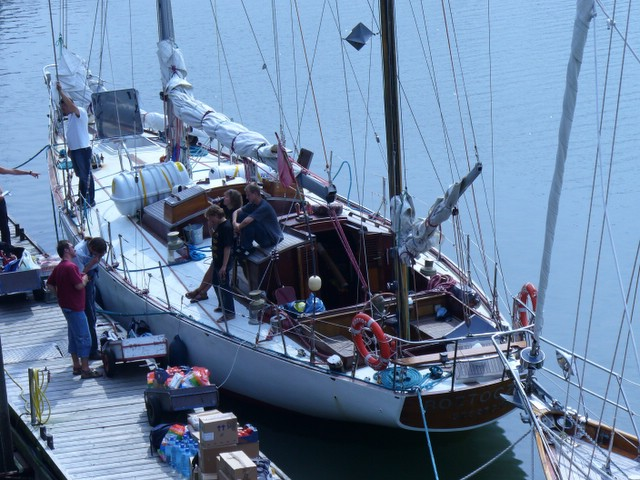
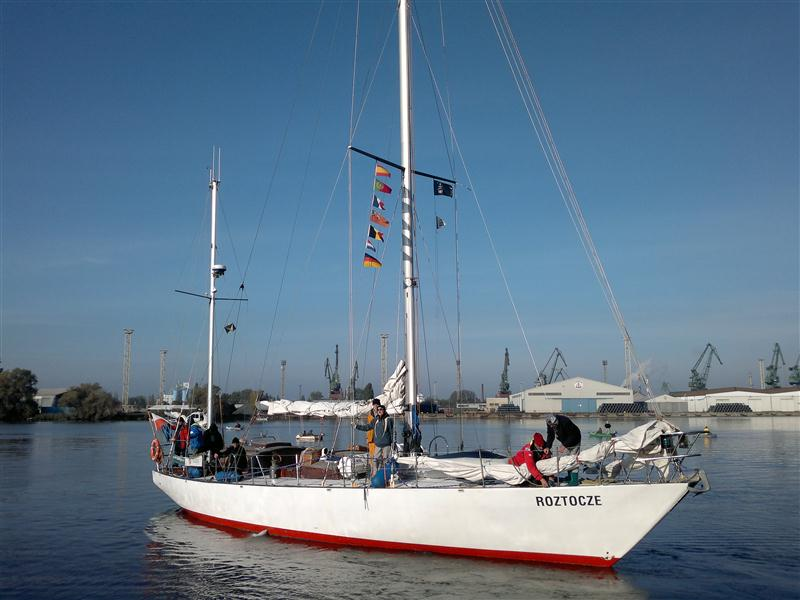
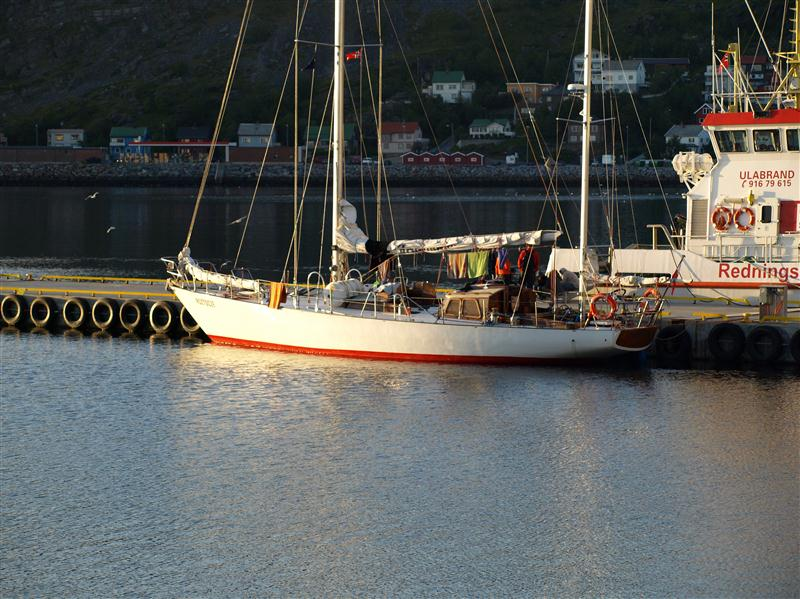